# كيني كازانوفا
كيني كازانوفا (بالإنجليزية: Kenny Casanova)‏ هو مصارع محترف ومدير أمريكي، ولد في 1971 في دانفيل في الولايات المتحدة.

## وصلات خارجية
- كيني كازانوفا على موقع CageMatch worker (الإنجليزية)

- الموقع الرسمي